# Hi, How Are You
Hi, How Are You: The Unfinished Album — шестой полноформатный альбом американского музыканта Дэниела Джонстона, записанный в сентябре 1983 года и выпущенный им на аудиокассете самостоятельно. Считается одной из самых известных работ музыканта. Джонстон утверждал, что во время записи у него был нервный срыв, также он называл его своим «незаконченным альбомом».
Альбом является одной из самых эклектичных записей раннего творчества Джонстона. Если звучание более ранних альбомов музыканта было практически полностью сосредоточено на звукоизвлечении с помощью фортепиано или аккордового орга́нчика , Hi, How Are You сочетает в себе оба этих инструмента, наряду с экспериментами с аудиолентой и шумовыми коллажами, а также попытках играть на гитаре. В двух песнях Джонстон поет под аккомпанемент инструментального альбома Джонни Данкуорта.
Это был первый альбом Джонстона, который получил широкую дистрибуцию на виниле, после того как был издан инди-лейблом Homestead Records в 1988 году.
Лидер группы Nirvana Курт Кобейн популяризировал обложку альбома, после того как начал надевать футболку с её изображением на различные музыкальные мероприятия.
Документальный фильм 2015 года посвящённый судьбе Джонстона — «Привет, как дела, Дэниел Джонстон?» — был назван в честь этой записи.

## Список композиций
1. «Poor You» — 2:03
2. «Big Business Monkey» — 2:02
3. «Walking the Cow» — 3:34
4. «I Picture Myself with a Guitar» — 0:45
5. «Despair Came Knocking» — 2:44
6. «I Am a Baby (In My Universe)» — 1:37
7. «Nervous Love» — 0:18
8. «I’ll Never Marry» — 0:21
9. «Get Yourself Together» — 0:32
10. «Running Water» — 1:32
11. «Desperate Man Blues» — 3:40
12. «Hey Joe» — 2:44
13. «She Called Pest Control» — 0:53
14. «Keep Punching Joe» — 3:11
15. «No More Pushing Joe Around» — 4:42